# Battaglia di Brienne
La battaglia di Brienne fu combattuta il 29 gennaio 1814 tra le truppe del Primo Impero francese comandate dall'imperatore Napoleone Bonaparte e le forze russo-prussiane della sesta coalizione sotto la guida di Gebhard Leberecht von Blücher. La battaglia fu combattuta a Brienne-le-Château, località in cui Napoleone studiò da giovane dal 1779 al 1784.
L'obbiettivo iniziale di Napoleone era quello di dividere le forze russo-prussiane, e per farlo poteva contare su un esercito maggiore di numero ma nettamente inferiore per esperienza, visto che la maggior parte dei soldati era stata reclutata recentemente. Napoleone iniziò lo scontro organizzando un attacco sul fianco: la cavalleria del maresciallo Grouchy e l'artiglieria tennero occupati i prussiani mentre i marescialli Ney e Victor occupavano e consolidavano le loro posizioni sulla città di Brienne e il suo castello. La battaglia terminò quando Blücher diede ordine della ritirata per riorganizzarsi, dopo aver perso circa 3 000 uomini.
Durante la battaglia il generale Gaspard Gourgaud salvò la vita all'imperatore, uccidendo con un colpo di pistola un cosacco che si era lanciato contro di lui.

## Antefatti

### Piani contrapposti
Nel novembre 1813, i 70 000 soldati francesi sopravvissuti alla disastrosa campagna di Germania del 1813 abbandonarono i territori tedeschi e si rifugiarono sulla riva occidentale del Reno. Napoleone dovette lasciare 100 000 soldati francesi in varie piazzeforti in Germania, assediati dalle forze della coalizione e bloccati dalla ostilità della popolazione locale; inoltre, tutti gli alleati tedeschi della Francia cambiarono schieramento e si unirono alla Sesta coalizione.
Lo zar Alessandro I di Russia e il re Federico Guglielmo III di Prussia avevano il desiderio di detronizzare Napoleone, ma l'imperatore Francesco I d'Austria non era dello stesso avviso; Francesco, inoltre, temeva che una completa disfatta della Francia avrebbe rafforzato troppo Russia e Prussia a danno dalla stessa Austria. Tra i comandanti sul campo, l'austriaco Karl Philipp Schwarzenberg condivideva l'atteggiamento attendista del suo sovrano, mentre il prussiano Blücher insisteva per affrontare Napoleone alla prima occasione utile; Jean Baptiste Jules Bernadotte, ex maresciallo di Francia e ora principe ereditario di Svezia e comandante di una delle armate coalizzate, non era così incline a invadere la sua madrepatria, puntando anche segretamente a rimpiazzare Napoleone sul trono. I comandi coalizzati si riunirono quindi a Francoforte sul Meno per decidere il da farsi.
Il piano così concepito prevedeva che uno dei corpi d'armata di Bernadote, guidato dal prussiano Friedrich Wilhelm von Bülow, sarebbe dovuto avanzare nei Paesi Bassi con l'appoggio di una forza britannica al comando del generale Thomas Graham; Blücher avrebbe attraversato il medio corso del Reno con 100 000 uomini e avrebbe attirato l'attenzione di Napoleone su di sé, mentre Schwarzenberg avrebbe attraversato il Reno a Basilea con 200 000 uomini per muovere su Langres e attaccare il fianco destro dei francesi.
Per opporsi a questo concentramento di forze, Napoleone aveva il maresciallo Claude-Victor Perrin con 10 000 uomini sull'alto Reno, il maresciallo Auguste Marmont con 13 000 uomini e il generale Horace Sébastiani con 4 500 uomini sul medio Reno, e il maresciallo Étienne Macdonald con 11 500 uomini sul basso Reno. Paesi Bassi e Belgio erano presidiati da 15 000 uomini sotto il generale Nicolas Joseph Maison, mentre in riserva vi era la Vecchia Guardia sotto il maresciallo Édouard Adolphe Casimir Joseph Mortier e due appena formate divisioni della Giovane Guardia al comando del maresciallo Michel Ney. Molto più a sud, il maresciallo Pierre François Charles Augereau era diretto a Lione per formare una nuova armata.

### L'inizio delle operazioni

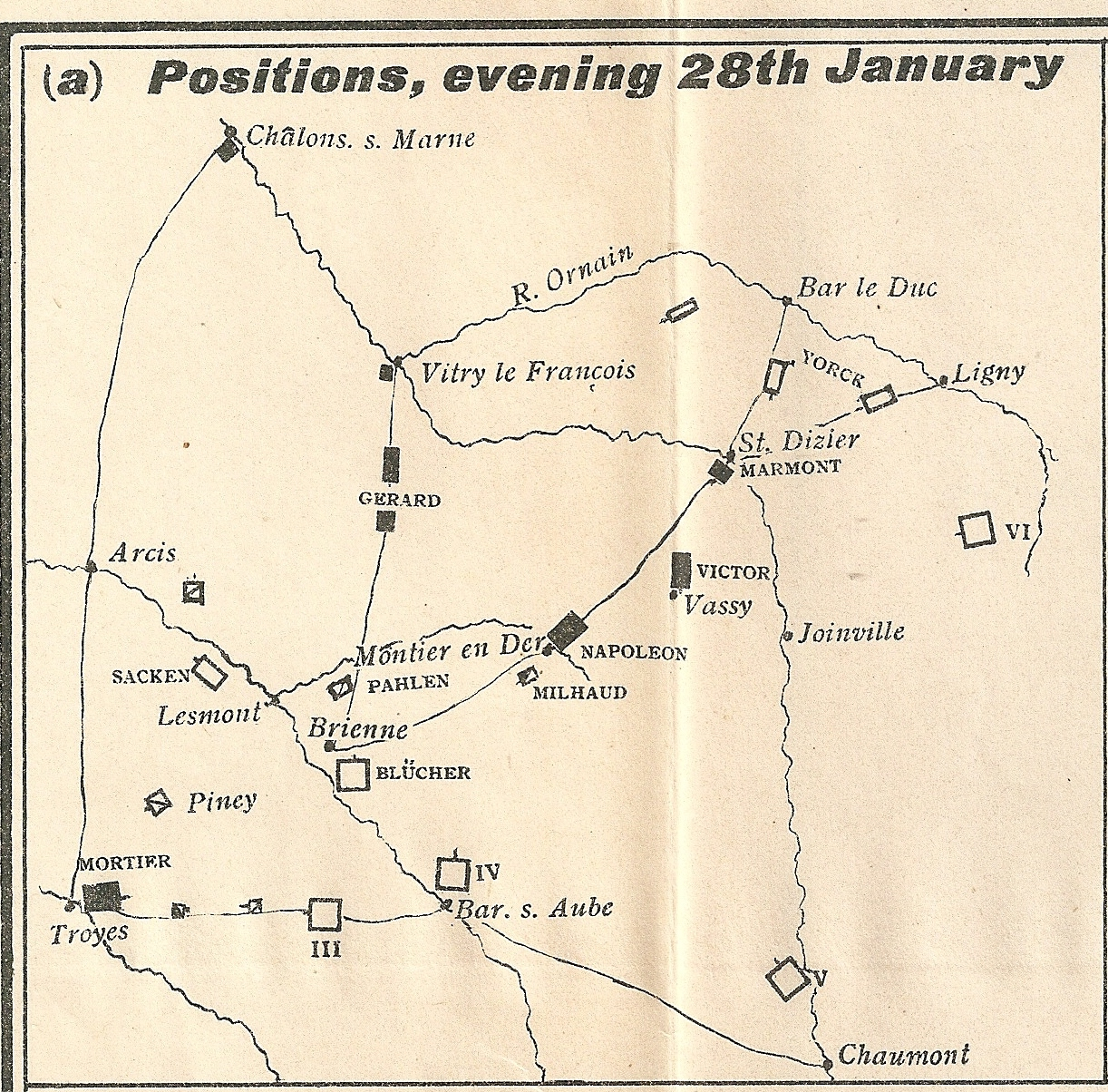
Posizione delle opposte forze la mattina del 28 gennaio 1814

Il 22 dicembre 1813 elementi dell'armata di Schwarzenberg attraversarono il basso corso del Reno ed entrarono in Francia e Svizzera; Blücher attraversò a sua volta il Reno il 29 dicembre. Il cordone di difesa allestito da Napoleone lungo il Reno collassò rapidamente davanti alle soverchianti armate coalizzate: Victor abbandonò immediatamente Nancy e, il 13 gennaio 1814, Marmont si ritirò da Metz; entro il 17 gennaio Marmont, Victor e Ney erano ripiegati dietro il corso del fiume Mosa. L'armata di Blücher avanzò di 120 chilometri in nove giorni e attraversò la Mosa il 22 gennaio; Schwarzenberg raggiunse Langres il 17 gennaio dove rimase fermo per alcuni giorni, convinto che Napoleone stesse per attaccarlo alla testa di 80 000 uomini. Quando infine il prudente Schwarzenberg decise di rimettersi in marcia, la Vecchia Guardia di Mortier rallentò la sua avanzata il 24 gennaio con una serie di azioni di retroguardia note come prima battaglia di Bar-sur-Aube.
Inizialmente, Napoleone sottostimò grandemente la consistenza delle armate nemiche, ma alla fine di gennaio 1814 aveva ormai un quadro più realistico della situazione e decise di impedire che le forze di Blücher e Schwarzenberg si riunissero in un'unica grande armata. Lasciato suo fratello Giuseppe Bonaparte alla guida del governo, Napoleone partì da Parigi e raggiunse Châlons-sur-Marne il 26 gennaio dove raccolse 14 747 uomini del II Corpo d'armata di Victor e del V Corpo di cavalleria del generale Édouard Jean-Baptiste Milhaud; in seguito arrivarono anche Marmont con 12 051 uomini del suo VI Corpo d'armata e del I Corpo di cavalleria del generale Jean-Pierre Doumerc, nonché Ney alla testa di 14 505 uomini delle tre divisioni della Giovane Guardia comandate dai generali Claude Marie Meunier, Pierre Decouz e Henri Rottembourg e della divisione di cavalleria della Guardia del generale Charles Lefebvre-Desnouettes. Macdonald e Sebastiani erano in arrivo da nord con circa 10 000 uomini ma erano ancora troppo distanti; Mortier, con 20 000 soldati, si stava ritirando su Troyes dopo il suo scontro con Schwarzenberg.
Napoleone decise di tenere segreta la sua presenza al fronte e si mise in marcia da Châlons dirigendo su Saint-Dizier dove sperava di sorprendere l'avanguardia di Blücher, forte di soli 25 000 uomini con 40 cannoni; quando l'imperatore raggiunse Saint-Dizier, tuttavia, scoprì che il suo avversario era in marcia a sud-ovest in direzione di Brienne-le-Château. In uno scontro a Saint-Dizier il 27 gennaio, i 2 100 cavalieri di Milhaud misero in rotta 1 500 ussari russi del generale Sergey Nikolaevich Lanskoy; a Brienne, Blücher si trovava nelle vicinanze delle forze di Schwarzenberg e Napoleone puntava a ricacciare il prussiano oltre il fiume Aube prima che potesse ricevere rinforzi dall'austriaco. Napoleone aveva familiarità con la zona di Brienne: la città ospitava l'accademia reale in cui il futuro imperatore era entrato all'età di nove anni e dove aveva studiato per cinque anni e mezzo.

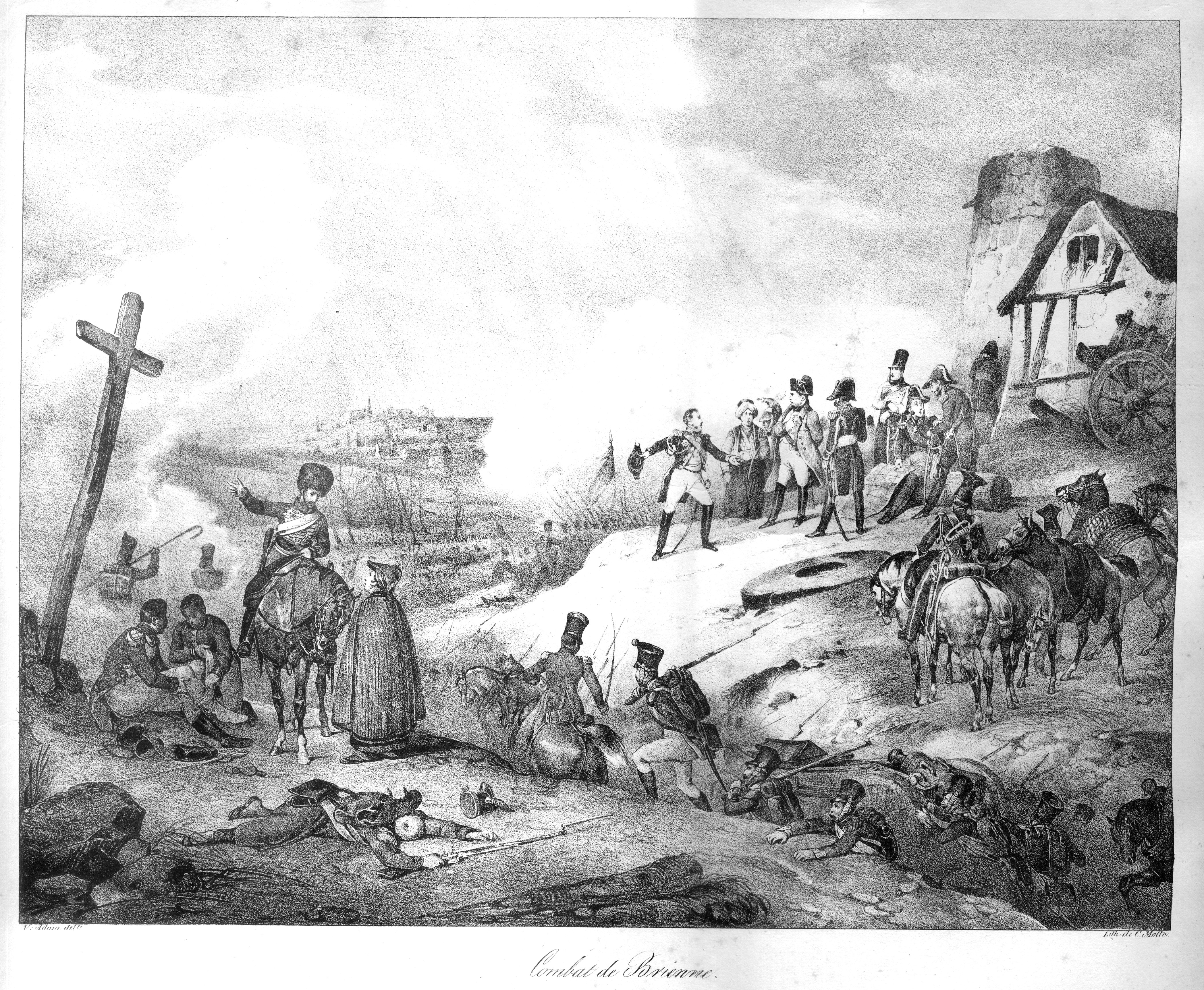
Napoleone a Brienne in una litografia di Jean-Baptiste Madou

Il 28 gennaio Napoleone avanzò su Brienne con le sue forze divise in tre colonne: la colonna di destra marciava a sud dalla città di Vitry-le-François con tre divisioni guidate dal generale Étienne Maurice Gérard; la colonna centrale era formata dalle unità della Guardia imperiale e si dirigeva a partire da Saint-Dizier verso sud attraverso Montier-en-Der; la colonna di sinistra, composta dalle unità di Victor e Milhaud, si mise anch'essa in marcia verso sud da Wassy per poi piegare a ovest per unirsi alla colonna centrale a Montier-en-Der. Marmont era sulla sinistra vicino Bar-le-Duc con la divisione di fanteria del generale Joseph Lagrange e il I Corpo di cavalleria, per tenere impegnato il I Corpo d'armata prussiano del generale Ludwig Yorck von Wartenburg. Napoleone inviò messaggi al maresciallo Mortier a Troyes, al generale Étienne Tardif de Pommeroux de Bordesoulle ad Arcis-sur-Aube e al generale Pierre David de Colbert-Chabanais a Nogent-sur-Seine perché cooperassero all'attacco con le loro forze; cosacchi russi catturarono però tutti e tre i corrieri con gli ordini di Napoleone e li consegnarono a Blücher. Entro la mattina del 29 gennaio il prussiano era ormai al corrente che Napoleone si era infilato tra lui e Yorck e stava convergendo sulla sua posizione da nord-est alla testa di 30-40 000 uomini.
Le strade erano in pessime condizioni a causa del cattivo tempo, ma i soldati di Napoleone riuscirono ad aprirsi la via attraverso il fango per raggiungere Montier-en-Der e Wassy la sera del 28 gennaio. Blücher era a Brienne con il corpo d'armata russo del generale Zakhar Dmitrievich Olsufiev, mentre il corpo d'armata russo del generale Fabian Gottlieb von Osten-Sacken era più a ovest nei dintorni di Lesmont; un altro corpo d'armata russo al comando del generale Peter Wittgenstein era in marcia alla volta di Joinville, ma la sua cavalleria sotto il generale Peter Graf von der Pahlen era diretta a Brienne. Il quartier generale di Schwarzenberg era collocato a Chaumont, con il corpo d'armata bavarese del generale Carl Philipp von Wrede tra Chaumont e Saint-Dizier e i corpi austriaci del generale Ignác Gyulay e del principe Guglielmo di Württemberg vicino Bar-sur-Aube; un altro corpo d'armata austriaco sotto il generale Hieronymus von Colloredo-Mansfeld era più a sud a Châtillon-sur-Seine, e la riserva sotto il generale russo Michael Andreas Barclay de Tolly era in marcia da Langres a Chaumont.

## La battaglia

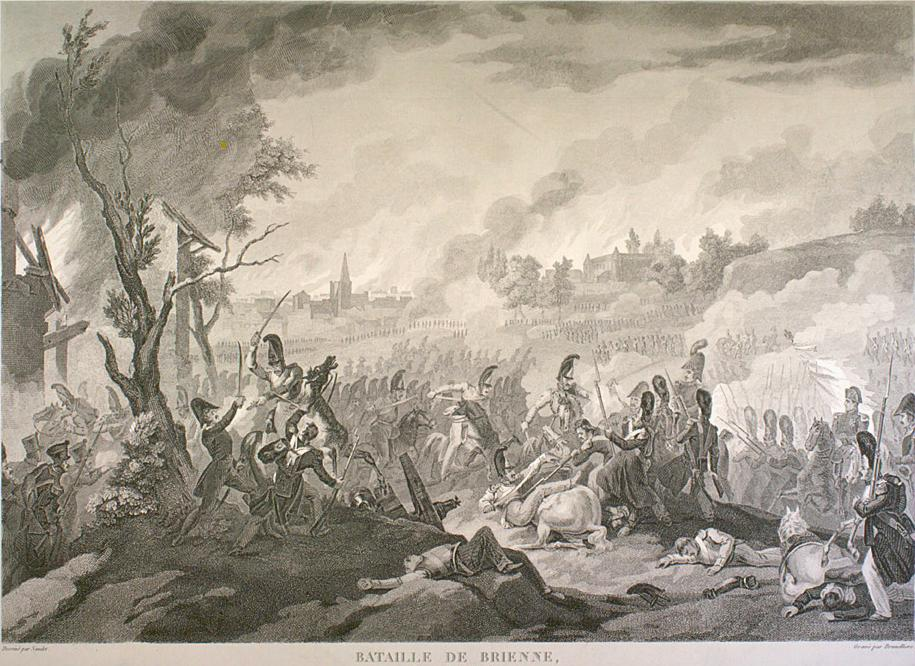
La battaglia in una stampa del XIX secolo

Avvisato appena in tempo dell'imminente attacco francese, Blücher richiamò a Briene le truppe di Sacken e Lesmont; in attesa del loro arrivo, il prussiano aveva solo i 6 000 fanti di Olsufiev, i 3 000 cavalieri di Pahlen e i 1 600 ussari di Lanskoy con cui trattenere il nemico. Blücher posizionò Olsufiev dentro Brienne, Pahlen nella pianura a nord-est della città e Lanskoy vicino al Bosco d'Ajou.
L'avanguardia dell'armata francese, la 9ª Divisione di cavalleria leggera del generale Hippolyte Piré, si scontrò con tre reggimenti di cosacchi sotto il generale Nikolay Grigoryevich Scherbatov a Maizières-lès-Brienne, presto rinforzati da due reggimenti di Jäger russi. Piré fu raggiunto dal resto del V Corpo di cavaleria comandato dal generale Emmanuel de Grouchy, e i cavalleggeri francesi respinsero le truppe russe dopo alcune schermaglie.
Alle 15:00, Pahlen si ritirò verso Brienne e rischierò i suoi cavalieri lungo l'ala destra dei russi. I cavalleggeri francesi delle divisioni di Samuel-François Lhéritier e André Briche li inseguirono, ma furono fermati da tre battaglioni di Jäger russi schierati a quadrato. Nel mentre le truppe di Sacken erano arrivate a Brienne e il generale russo inviò la sua cavalleria sul fianco destro dei coalizzati. Napoleone fermò ulteriori attacchi fino alle 15:30, quando la divisione di fanteria del generale Guillaume Philibert Duhesme arrivò sul campo di battaglia; allora, l'imperatore ordinò un assalto generale. Per un'ora le truppe di Duhesme e Olsufiev si affrontarono a Brienne senza alcun esito. Tra le 16:00 e le 17:00 la divisione di Pierre Decouz, parte del corpo del maresciallo Ney, arrivò a Brienne e fu schierata sul fianco destro di Duhesme: all'inizio le forze di Decouz ebbero successo nell'aprirsi la strada dentro la città, ma Ney le fermò non appena sviluppi infausti presero vita altrove sul campo di battaglia.

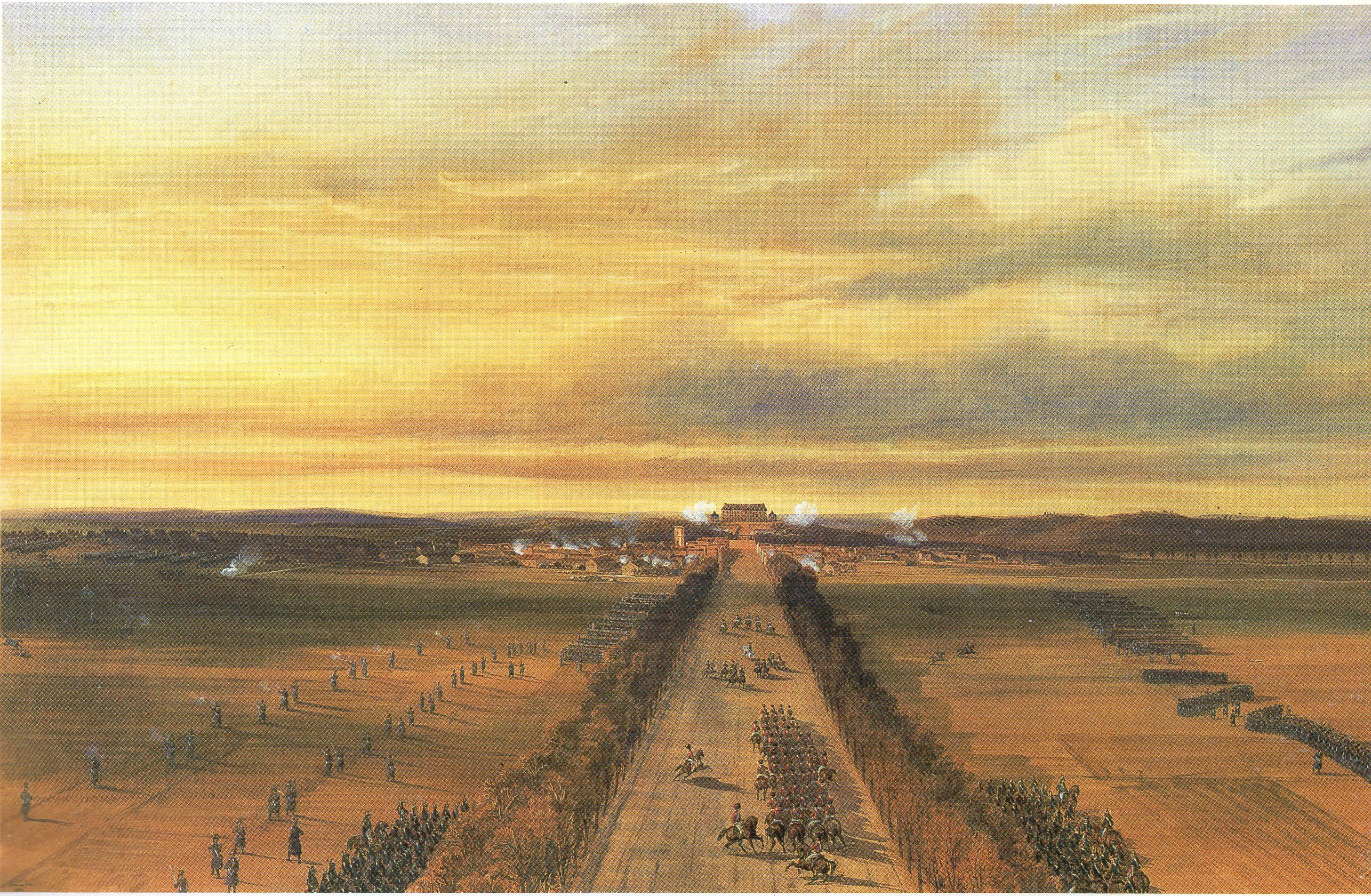
La battaglia di Brienne in un quadro di Jean Antoine Siméon Fort del 1850 circa

Notando che la divisione di Duhesme non era supportata dalla cavalleria, concentrata tutta sul fianco destro delle forze francesi, Blücher lanciò 40 squadroni a cavallo agli ordini di Pahlen contro il fianco sinistro del nemico: i cavalieri russi misero in rotta la divisione di Duhesme e catturarono otto pezzi d'artiglieria. Nella confusione generale, un gruppo di cosacchi arrivò vicino a catturare lo stesso Napoleone, ma subito dopo l'imperturbabile imperatore radunò i suoi scossi soldati e li ricondusse in azione; il cadere della notte impedì disastri peggiori per le forze di Duhesme. Con le unità di Sacken tutte dispiegate sul campo, Blücher e il suo capo di stato maggiore August Neidhardt von Gneisenau ritennero che la battaglia fosse ormai cessata e si ritirarono nei loro alloggio nel castello di Brienne; poco dopo, tuttavia, una forza di 400 francesi guidati dal colonnello Louis Huguet-Chateau assalì il castello provenendo da una strada lasciata sguarnita: Blücher e Gneisenau sfuggirono di poco alla cattura scappando da un ingresso secondario. Gli uomini di Huguet-Chateau catturarono quattro pezzi d'artiglieria, ma li persero quando i russi contrattaccarono.
Napoleone lanciò all'assalto di Brienne le divisioni di Decouz e Claude Marie Meunier, supportate dalla cavalleria di Lefebvre-Desnouettes; l'assalto fu un completo insuccesso e lo stesso Decouz rimase mortalmente ferito. Per prevenire la cattura delle salmerie di Sacken, ancora intente a passare per Brienne, Blücher ordinò al generale russo di ripulire la città dalle truppe francesi e alle forze di Olsufiev di ricatturare il castello; dopo duri scontri, Sacken riuscì a ricacciare i francesi fuori da Brienne ma Olsufiev fallì nel riconquistare il castello. Grouchy contrattaccò lanciando la cavalleria di Lhéritier all'interno della città, ma fu respinto. A mezzanotte Blücher ordinò a Olsufiev di ripiegare e due ore più tardi analoghe istruzioni furono impartire a Sacken; la cavalleria russa coprì il ripiegamento rimanendo sulle sue posizioni fino alla mattina successiva. I francesi non si accorsero della ritirata del nemico, e solo alle 04:00 del giorno successivo occuparono l'abbandonata Brienne.

## Conseguenze
Lo storico Francis Loraine Petre sostiene che entrambe le parti riportarono circa 3 000 perdite nel corso della battaglia; lo stesso sostiene che l'azione fu «appena una vittoria tattica per Napoleone», e nota che i francesi furono incapaci di impedire il ricongiungimento delle forze di Blücher con quelle di Schwarzenberg. David G. Chandler calcola in 3 000 le perdite dei francesi e in 4 000 quelle dei coalizzati, e sostiene che l'esito della battaglia fu «inconcludente». Digby Smith asserisce che Napoleone disponeva di 36 000 soldati contrapposti ai 28 000 russo-prussiani; i francesi riportarono la perdita di 3 500 uomini e 11 cannoni, mentre i coalizzati registrarono 3 000 perdite. George Nafziger riferisce di un totale di 6 000 perdite complessive ma senza specificare la ripartizione tra le due parti.
Lo scontro di Brienne non fu di nessuna utilità strategica per Napoleone: il giorno seguente Blücher si riunì alle forze di Schwarzenberg nei pressi di Trannes, andando a costituire un'armata congiunta di 110 000 uomini che soverchiava enormemente le truppe a disposizione di Napoleone. I francesi avevano nel frattempo perso il contatto con il nemico e Napoleone stesso non aveva di conseguenza un'esatta conoscenza della consistenza e delle intenzioni delle forze dei coalizzati; scelse quindi di sostare per un paio di giorni a La Rothière in attesa di decidere il da farsi. Fu in questa località che, il 1º febbraio, le truppe congiunte di Blücher e Schwarzenberg didero battaglia ai francesi infliggendo loro una dura sconfitta.